# Середньовічний Львів. Фортифікації (книга)
«Середньовічний Львів. Фортифікації» — книга львівського видавництва «Апріорі», видана 2009 року. У книзі подано історію фортифікацій Львова з ХІІІ ст. до XVIII ст. та показано зв'язок їхнього розвитку з фортифікаційними тенденціями тогочасної Європи. Книга ілюстрована 90 середньовічними мініатюрами, гравюрами, картинами відомих художників, міститься до 30 світлин. У книзі вперше подано понад 60 схематичних зображень, реконструкцій міських брам, хвірток, бастей, схеми ліній оборони.
Лауреат конкурсу підтримки україномовного книговидання 2009.
Повне електронне видання книги під оригінальною авторською назвою "Давній Львів. Фортифікації" вийшло 2018 року.

## Автори
Автори Ігор Качор, Любов Качор понад 20 років займаються реконструкцією споруд Львова, замків XIV—XVIII ст.

## Структура книги
- Початки міста
- Навала татар
- Закладення Львова
- Ханський ярлик
- Формування міста
- Високий мур
- Вежі Високого муру
- Низький мур
- XV століття
- Високий замок
- Низький замок
- Галицька брама
- Краківська брама
- Вік артилерії
- Міський арсенал
- Вишкіл міщан
- XVI століття
- Бастеї на валі
- Міський вал
- В облозі військ
- Татарська загроза
- Укріплені монастирі
- Міські хвіртки
- Королівський арсенал
- Хмельниччина
- Доба Собеського
- Земляні фортифікації
- Капітуляція
- Відлуння Середньовіччя